# William Prager Medal
Die William Prager Medal der Society of Engineering Science wird seit 1983 für herausragende Leistungen in theoretischer oder experimenteller Festkörpermechanik vergeben. Sie ist nach William Prager benannt und mit 2000 Dollar dotiert.

## Preisträger
- 1983 Daniel C. Drucker
- 1986 Rodney J. Clifton
- 1988 James R. Rice
- 1989 Richard M. Christensen
- 1991 John W. Hutchinson
- 1994 George J. Dvorak
- 1996 Zdenek P. Bazant
- 1998 John R. Willis
- 1999 Kenneth L. Johnson
- 2000 L. Ben Freund
- 2001 Jan D. Achenbach
- 2002 Sia Nemat-Nasser
- 2004 Salvatore Torquato
- 2006 Alan Needleman
- 2007 Graeme Milton
- 2008 Richard D. James
- 2009 Alan Wineman
- 2010 Ray Ogden
- 2011 Ted Belytschko
- 2012 Zhigang Suo
- 2013 George Weng
- 2014 Robert McMeeking
- 2015 Huajian Gao
- 2016 J. N. Reddy
- 2017 Yonggang Huang
- 2018 Lallit Anand
- 2019 Horacio Espinosa
- 2020 K. Ravi-Chandar
- 2021 Gerhard A. Holzapfel
- 2022 Vikram Deshpande
- 2023 Norman Fleck
- 2024 Pierre Suquet
- 2025 John Bassani[1]